# Álex Sola
Alejandro Sola López-Ocaña, noto semplicemente come Álex Sola (San Sebastián, 9 giugno 1999), è un calciatore spagnolo, difensore del Getafe.

## Carriera

### Club
Cresciuto nel settore giovanile del Real Sociedad, esordisce in prima squadra il 16 febbraio 2019, in occasione dell'incontro di Primera División vinto per 3-0 contro il Leganés.

### Nazionale
Nel 2016 con la nazionale spagnola Under-17 ha preso parte all'Europeo di categoria, concluso al secondo posto alle spalle del Portogallo.

## Statistiche

### Presenze e reti nei club
Statistiche aggiornate al 9 settembre 2022.
| Stagione        | Squadra         | Campionato      | Campionato | Campionato | Coppe nazionali | Coppe nazionali | Coppe nazionali | Coppe continentali | Coppe continentali | Coppe continentali | Altre coppe | Altre coppe | Altre coppe | Totale | Totale |
| Stagione        | Squadra         | Comp            | Pres       | Reti       | Comp            | Pres            | Reti            | Comp               | Pres               | Reti               | Comp        | Pres        | Reti        | Pres   | Reti   |
| --------------- | --------------- | --------------- | ---------- | ---------- | --------------- | --------------- | --------------- | ------------------ | ------------------ | ------------------ | ----------- | ----------- | ----------- | ------ | ------ |
| 2016-2017       | Real Sociedad B | SDB             | 3          | 0          |                 | -               | -               |                    | -                  | -                  |             | -           | -           | 3      | 0      |
| 2017-2018       | Real Sociedad B | SDB             | 23+2       | 0          |                 | -               | -               |                    | -                  | -                  |             | -           | -           | 25     | 0      |
| 2018-2019       | Real Sociedad B | SDB             | 30         | 0          |                 | -               | -               |                    | -                  | -                  |             | -           | -           | 30     | 0      |
| 2018-2019       | Real Sociedad   | PD              | 1          | 0          | CR              | -               | -               |                    | -                  | -                  |             | -           | -           | 1      | 0      |
| 2019-2020       | Numancia        | SD              | 31         | 1          | CR              | 1               | 0               |                    | -                  | -                  |             | -           | -           | 32     | 1      |
| 2020-2021       | Real Sociedad B | SDB             | 0+6        | 0+2        |                 | -               | -               |                    | -                  | -                  |             | -           | -           | 6      | 2      |
| 2021-2022       | Real Sociedad B | SD              | 16         | 2          |                 | -               | -               |                    | -                  | -                  |             | -           | -           | 16     | 2      |
| 2020-2021       | Real Sociedad   | PD              | 0          | 0          | CR              | 0               | 0               | UEL                | 0                  | 0                  |             | -           | -           | 0      | 0      |
| 2021-2022       | Real Sociedad   | PD              | 2          | 0          | CR              | 0               | 0               | UEL                | 0                  | 0                  |             | -           | -           | 1      | 0      |
| 2022-2023       | Real Sociedad   | PD              | 1          | 0          | CR              | 0               | 0               | UEL                | 1                  | 0                  |             | -           | -           | 2      | 0      |
| Totale carriera | Totale carriera | Totale carriera | 115        | 5          |                 | 1               | 0               |                    | 1                  | 0                  |             | -           | -           | 117    | 5      |